# Нозоми
Нозоми (на японски: のぞみ, „Желание“ и преди изстрелването позната като Планет-Б) е планирана като орбитираща около Марс сонда, но не успява да достигне марсианската орбита поради електрическа повреда. Изстреляна е на 3 юли 1998 в 18:12:00 UTC с маса 258 kg.
Нозоми е проектирана да изучава горната част на марсианската атмосфера и нейното взаимодействие със слънчевия вятър и да развива технологии за използване в бъдещи планетарни мисии. По-точно инструментите на космическия апарат трябва да измерват структурата, състава и динамиката на йоносферата, изпаряването на съставните части на атмосферата, свойственото и магнитно поле, проникването на слънчевия вятър през магнитното поле и праха в горната атмосфера в орбита около Марс.
Мисията е трябвало също да изпрати и снимки от повърхността на Марс.

## Профил на мисията

### Изстрелване
Космическият апарат е изстрелян с третата по ред ракета-носител M-V, която извежда Нозоми в елиптична геоцентрична паркова орбита с перигей 340 km и апогей 400 000 km.

### Лунно гравитационно подпомагане
Нозоми ползва Лунно гравитационно подпомагане на 24 септември 1998 г. и 18 декември 1998 г., за да увеличи апогея на орбитата си.

### Земно гравитационно подпомагане
Апаратът минава покрай Земята на 20 декември 1998 г. в орбита с перигей 1000 km. Маневрата на гравитационно подпомагане в комбинация със 7-минутното изгаряне на течногоривния ракетен двигател поставят Нозоми в изходна траектория към Марс. По график сондата трябва да достигне Марс в 7:45:14 UT на 11 октомври 1999 г., но поради малфункция в една от клапите по време на маневрата около Земята, води до загуба на гориво, което в резултат довежда до недостатъчно ускорение, за да се достигне желаната траектория. Направени са две изгаряния на ракетните двигатели. за да се коригира курса на 21 декември 1998 г. и това оставя недостатъчно количества гориво в космическия апарат.

### Нов план на мисията
Изготвен е нов план, който предвижда Нозоми да остане в хелиоцентрична орбита още четири години, включително да прелети покрай Земята два пъти през декември 2002 и юни 2003 г. и да достигне Марс с по-бавно относително ускорение през декември 2003 г.

### Първо преминаване покрай Земята
През април 2002 г. докато Нозоми приближава Земята, за да изпълни маневрата за гравитационно подпомагане, но силни слънчеви изригвания нанасят щети на системите за комуникация и захранване на апарата. Късо съединение в системата за контрол на височината води до повреда в отоплителната система и хидразиновото гориво замръзва. При наближаването на Земята горивото се размразява и маневрите за коригиране на траекторията се оказват успешни.

### Второ преминаване покрай Земята
Друго преминаване покрай Земята на височина 11 000 km се състои на 19 юни 2003 г. Горивото при това преминаване е напълно размразено поради близостта на Слънцето. Въпреки това усилията да се постави кораба в правилна траектория са неуспешни. На 9 декември 2003 г. малките ракетни двигатели на Нозоми са включени, за да подсигурят, че най-близкото преминаване покрай Марс ще бъде на 1000 km, за да не се разбие корабът в повърхността му и евентуално да я зарази със Земни бактерии, тъй като орбиталният апарат не се е предвиждало да каца на Марс и съответно не е стерилизиран.

### Преминаване покрай Марс
На 14 декември 2003 г. орбиталният апарат прелита покрай Марс и се отива в двугодишна хелиоцентрична орбита.